# Шенкурськ

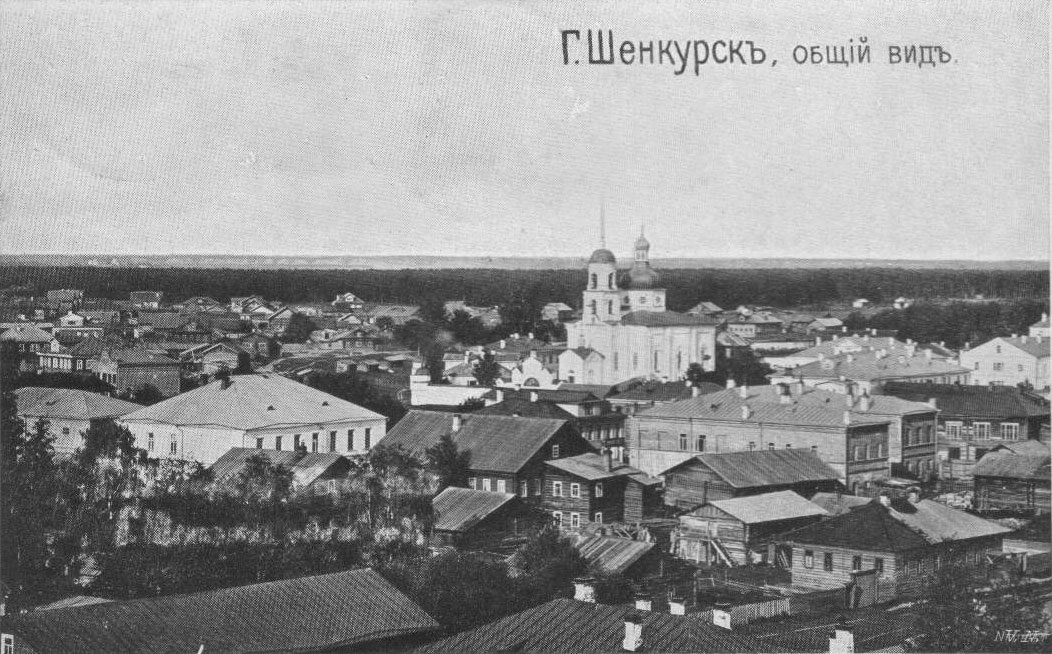
Дореволюційна панорама Шенкурська

Шенкурськ — місто (з 1780) в Росії, адміністративний центр Шенкурського муніципального району Архангельської області, утворює Шенкурське міське поселення.

## Географія
Місто розташоване на річці Вага (лівій притоці Північної Двіни), за 373 км на південний схід від Архангельська, за 143 км від Вельська.
Зими в місті холодні та сніжні, тривають з жовтня по квітень, середня січнева температура близько −15 ° C. Літо коротке, але достатньо тепле, середня температура липня +17 ° C. середньорічна вологість 75-77%.

## Історія
Багато істориків ототожнюють з Шенкурськом населений пункт Чудин, згаданий як одне з безлічі місць для збору уроку в статутний грамоті новгородського князя Святослава Ольговича виданої в 1137 Софійському собору про зміну зборів на користь новгородської єпархії.
У 1565 — опричне місто Вага, адміністративний центр Важської волості.
У Книзі «Большой Чертеж» (1627) і в грамоті царя Михайла Федоровича (1629) селище було названо Шенкурськом.
У 1708 Вага з навколишніми землями увійшла до складу Архангелогородської губернії. З 1715 року Вага є адміністративним центром Важської частки, з 1719 — центр Важського дистрикту Двинської провінції, з 1757 — центр Важської половини Важського повіту. З 1780 — центр Шенкурського повіту.
З 1860-х років, Шенкурськ використовувався як місце для політичного заслання. Тут побували такі відомі особистості, як Мачтет, Берві-Флеровський, Курнатовський.

## Герб Шенкурська
На гербі Шенкурська 1780 у верхній частині зображено Вологодський герб, в нижній частині зображено борсука в зеленому полі.
У 2009 виповнилося 80 років з дня утворення Шенкурського району. До свого 80-річного ювілею Шенкурський муніципальний район отримав свій герб. Геральдичний опис герба району свідчить: «В зеленому полі йде срібний з чорними очима, носом, смугою на морді, черевом та лапами борсук . У вільній частині герб Архангельської області. Щит увінчаний муніципальною короною встановленого зразка». Символіка герба розшифровується таким чином. Герб створений на основі історичного герба. Борсук на зеленому тлі з герба Шенкурська — звірятко, що мешкає в околицях цього міста у великій кількості. Зелений колір гербового поля символізує достаток, родючість, радість, свободу, спокій і мир. Срібло — символ віри, чистоти, щирості, шляхетності, відвертості. Чорний колір — символ освіченості, скромності. Герб Архангельської області, поміщений в вільній частині (у верхньому правому куті), вказує на територіальну приналежність до Архангельської області.

## Населення
Зберігається стійка тенденція до зменшення населення, в тому числі і завдяки міграції.

## Клімат
| Клімат {{{location}}}            | Клімат {{{location}}} | Клімат {{{location}}} | Клімат {{{location}}} | Клімат {{{location}}} | Клімат {{{location}}} | Клімат {{{location}}} | Клімат {{{location}}} | Клімат {{{location}}} | Клімат {{{location}}} | Клімат {{{location}}} | Клімат {{{location}}} | Клімат {{{location}}} | Клімат {{{location}}} |
| Показник                         | Січ.                  | Лют.                  | Бер.                  | Квіт.                 | Трав.                 | Черв.                 | Лип.                  | Серп.                 | Вер.                  | Жовт.                 | Лист.                 | Груд.                 | Рік                   |
| Абсолютний максимум, °C          | 9,2                   | 5,0                   | 14,0                  | 27,2                  | 31,1                  | 35,6                  | 35,0                  | 35,7                  | 28,9                  | 21,1                  | 11,4                  | 10,0                  | 35,7                  |
| Середній максимум, °C            | −10,5                 | −8,7                  | −1,3                  | 6,7                   | 14,0                  | 19,7                  | 22,5                  | 19,0                  | 12,6                  | 4,8                   | −3,4                  | −7,9                  | 5,6                   |
| Середня температура, °C          | −13,6                 | −12                   | −5,5                  | 2,2                   | 9,1                   | 14,7                  | 17,5                  | 14,3                  | 8,8                   | 2,3                   | −5,6                  | −10,6                 | 1,8                   |
| Середній мінімум, °C             | −17,7                 | −16,3                 | −10,2                 | −2,5                  | 3,8                   | 9,2                   | 12,3                  | 9,8                   | 5,3                   | −0,3                  | −8,5                  | −14,2                 | −2,5                  |
| Абсолютний мінімум, °C           | −45,2                 | −45                   | −36,5                 | −27,2                 | −9,2                  | −2,8                  | 1,3                   | −1,1                  | −6,8                  | −20                   | −36,1                 | −44                   | −45,2                 |
| Норма опадів, мм                 | 33                    | 27                    | 27                    | 36                    | 50                    | 61                    | 68                    | 79                    | 53                    | 52                    | 42                    | 37                    | 565                   |
| -------------------------------- | --------------------- | --------------------- | --------------------- | --------------------- | --------------------- | --------------------- | --------------------- | --------------------- | --------------------- | --------------------- | --------------------- | --------------------- | --------------------- |
| Джерело: Архів кліматичних даних |                       |                       |                       |                       |                       |                       |                       |                       |                       |                       |                       |                       |                       |

## Економіка
Підприємства лісової та деревообробної промисловості, маслозавод, харчокомбінат, молочний завод, хлібокомбінат.